# Alfred Dreyfus
Alfred Dreyfus (Mulhouse, 9 oktober 1859 – Parijs, 12 juli 1935) was een Franse officier van Joodse afkomst. Ten onrechte werd hij in Frankrijk veroordeeld wegens spionage. Antisemitische motieven lagen daaraan ten grondslag. Nog tijdens zijn leven werd hij gerehabiliteerd. De kwestie raakte bekend als de Dreyfusaffaire. 

## Afkomst en begin van zijn carrière

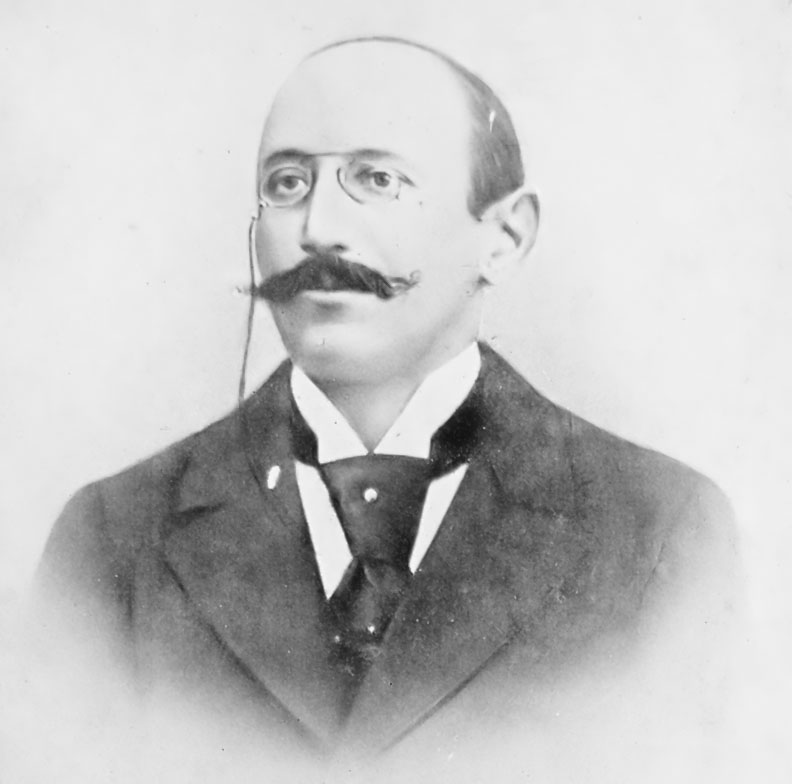
Alfred Dreyfus

Dreyfus behoorde tot een oude Joodse familie uit de Elzas. Zijn vader was een welgestelde zakenman die een textielfabriek in Mulhouse had opgericht. Nadat de Elzas in 1871 door Duitsland was geannexeerd, verliet het gezin Dreyfus - dat ervoor gekozen had de Franse nationaliteit te bewaren - de streek. De jonge Alfred liep verder school in Parijs.
In 1878 slaagde hij in het toelatingsexamen van de École polytechnique, waardoor hij officier in het Franse leger kon worden. Dreyfus koos voor de artillerie.
Zijn loopbaan als officier verliep aanvankelijk onberispelijk, maar hij kon op weinig sympathie van zijn superieuren rekenen. Joodse officieren waren toen uitzonderlijk en zeker in de hogere legerkringen heerste nogal wat antisemitisme. Dat hij bovendien van zijn vader een fortuin had geërfd zorgde voor jaloezie bij zijn collega's.

## Arrestatie en veroordeling
Kapitein Dreyfus werd op 15 oktober 1894 gearresteerd op grond van vermoedens dat hij gespioneerd zou hebben voor het keizerrijk Duitsland. De verdenkingen waren voor een deel aan het toeval te danken: Dreyfus zou als stagiair op de Generale Staf in staat zijn geweest de inlichtingen te verzamelen die werden vermeld in een onderschept document aan een Duitse officier. Bovendien leek het handschrift op het document op dat van Dreyfus. Het feit dat hij een Jood was maakte hem echter meteen extra verdacht.
Aanvankelijk leek er weinig kans dat Dreyfus veroordeeld zou worden. Hij beschikte over een uitstekende advocaat en er waren geen overtuigende bewijzen voor zijn schuld. Bovendien was het onduidelijk welke motieven een welgesteld man als Dreyfus, gelukkig getrouwd en vader van twee kinderen, zou hebben om te spioneren.  
Maar de pers en de publieke opinie verontwaardigden zich hevig over het verraad van een officier en de minister van Oorlog besloot hem hoe dan ook te doen veroordelen. Tijdens zijn proces achter gesloten deuren kreeg de krijgsraad kennis van een geheim dossier met vervalste bewijzen, zonder dat Dreyfus' advocaat op de hoogte was. 
Dreyfus werd op 22 december 1894 schuldig bevonden en veroordeeld tot degradatie en levenslange deportatie in een strafkamp, de hoogst mogelijke straf voor een militair in vredestijd. Op 5 januari 1895 werd hij in een openbare plechtigheid op de binnenplaats van de École militaire uit zijn rang gezet: zijn insignes werden afgerukt, zijn zwaard gebroken. "Mort aux juifs!" (dood aan de joden!) brulde de meute intussen, terwijl Dreyfus zelf riep dat hij onschuldig was. Korte tijd later werd hij gedeporteerd naar het Duivelseiland voor de kust van Frans-Guyana. Daar verbleef hij onder permanente bewaking in een hut die hij nooit mocht verlaten. Hij mocht met niemand praten en geen bezoek ontvangen. De tropische omstandigheden wogen op zijn gezondheid.

## Schandaal en vrijlating
Aanvankelijk was er niemand die het voor Dreyfus wilde opnemen, zo zwaar leek de misdaad die hij had begaan. Alleen zijn broer Mathieu  probeerde zijn onschuld aan te tonen. In 1896 ontdekte luitenant-kolonel Georges Picquart, het hoofd van het Deuxième Bureau, dat sommige bewijzen tegen Dreyfus vervalst waren en dat de echte spion de slecht aangeschreven commandant Ferdinand Walsin Esterhazy was. Toch weigerde de militaire overheid de onschuld van Dreyfus te aanvaarden. 
Toen de waarheid via diverse publicaties aan het licht kwam, brak een schandaal uit, waarbij de Franse samenleving verdeeld raakte in dreyfusards en anti-dreyfusards, zij die geloofden in zijn onschuld, respectievelijk zij die hem als een verrader bleven beschouwen. Een hoogtepunt hierin was toen de bekende Franse schrijver Émile Zola in 1898 zijn beroemde open brief getiteld J'accuse...! publiceerde, waarin hij de verantwoordelijken voor Dreyfus' veroordeling rechtstreeks beschuldigde. 
Het veranderde weinig voor Dreyfus zelf, die nog altijd op het Duivelseiland zat. Maar in 1899 annuleerde het Franse Hof van Cassatie zijn veroordeling. Dreyfus werd naar Frankrijk teruggebracht en op 7 augustus 1899 begon voor een krijgsraad in Rennes een nieuwe rechtszaak, onder massale belangstelling. Een zeer verzwakte Dreyfus verscheen toen voor het eerst sinds zijn deportatie in het openbaar. 

Tot woede van de dreyfusards werd hij in Rennes opnieuw schuldig bevonden en ditmaal veroordeeld tot tien jaar gevangenisstraf, die hij in Frankrijk moest uitzitten. Premier Pierre Waldeck-Rousseau stelde voor dat Dreyfus een gratieverzoek zou indienen. Dreyfus wilde echter vrijspraak, geen gratie, maar omdat zijn gezondheid zo slecht was, overtuigde zijn broer hem om dit toch maar te doen. Op 19 september 1899 werd hem gratie verleend en vrijgelaten. Daardoor verloor hij wel zijn status van "martelaar" en stelde hij sommige dreyfusards teleur. Maar intussen was er een voorziening in cassatie ingediend tegen zijn nieuwe veroordeling.  

## Rehabilitatie
Pas op 12 juli 1906 vernietigde het Hof van Cassatie het vonnis van de krijgsraad in Rennes en verklaarde dat Dreyfus' veroordeling een gerechtelijke dwaling was geweest. 
Meteen daarop werd Dreyfus opnieuw in het leger opgenomen, met de rang van majoor. Bovendien werd hij ridder in het Legioen van Eer. Zelf drong hij er echter op aan dat hij tot luitenant-kolonel zou worden bevorderd, omdat hij dat volgens zijn anciënniteit zou zijn geworden als hij niet veroordeeld was geweest. Toen dat niet gebeurde, ging hij in 1907 op eigen verzoek met vervroegd pensioen. Het jaar daarop raakte hij bij een aanslag gewond toen hij aanwezig was bij de bijzetting van het stoffelijk overschot van Émile Zola in het Panthéon. De dader, een antisemitisch journalist, werd door een jury vrijgesproken. 
Tijdens de Eerste Wereldoorlog was Dreyfus opnieuw in actieve dienst bij de artillerie. Hij nam onder meer deel aan de slagen bij Verdun en de Chemin des Dames. In 1918 werd hij bevorderd tot luitenant-kolonel en het jaar daarop werd hij commandeur in het Legioen van Eer. Nadien bracht hij een rustig leven in afzondering door.

## Eerbetuigingen
Verschillende Franse gemeenten hebben een straat naar Alfred Dreyfus genoemd. In Parijs en zijn geboortestad Mulhouse staat een standbeeld van hem. 
Op 12 juli 2006, precies honderd jaar na de rehabilitatie van Dreyfus, bracht president Jacques Chirac hem openlijk hulde tijdens een plechtigheid op de binnenplaats van de École Militaire, de plek waar op 5 januari 1895 de openbare vernedering van de kapitein had plaatsgevonden. Chirac noemde het vonnis een doelbewuste poging om de haat tegen de Joden aan te wakkeren.
Negentig jaar na zijn overlijden nam de Franse Assemblée Nationale op 3 juni 2025 met algemene stemmen een wet aan die hem postuum bevorderde tot brigadegeneraal. De wet daartoe werd ingediend door voormalig premier Gabriel Attal, die inmiddels benoemd was tot parlementslid. De sterfdatum van Dreyfuss 12 juli, werd een jaarlijkse herdenkingsdag.